# Пилип'як Дмитро Дмитрович
Дмитро Дмитрович Пилип'як (нар. 1 січня 1956, с. Гаврилівка, Україна) — український художник декоративного мистецтва. Член Національної спілки художників України (2002).

## Життєпис
Дмитро Пилип'як народився 1 січня 1956 року у селі Гаврилівка Надвірнянського району Івано-Франківської області, нині Україна.
Закінчив технікум народних промислів у м. Косів Івано-Франківської області (1983, нині інститут прикладного та декоративного мистецтва).
Від 1983 — в Тернополі, працює у галузі станкової та монументальної скульптури. Учасник міжнародних, всеукраїнських, обласних виставок. 

## Доробок
Є автором:
- монументальної-декоративної композиції «Театр і музика» (1998, ПК «Текстильник»),
- монументально-декоративного рельєфу «Герб м. Тернопіль» (1999. фасад залізничного вокзалу, обидва — м. Тернопіль),
- пам'ятного знаку на козацьких могилах (1990, с. Богданівка, Кременецького району),
- пам'ятників Т. Шевченкові в с. Бліх, смт Залізці (обидва Зборівський район) та с. Ласківці Теребовлянського району,
- погруддя Я. Стецька (1995, співавтор, с. Кам'янки Підволочиського район),
- монументального образу Зарваницької Божої Матері (2000, співавтор, с. Зарваниця Теребовлянського району),
- пам'ятник воякам УПА (2001, с. Тудорів Гусятинського району),
- погруддя блаженішого священномученика В. Байрака (2004, с. Швайківці Чортківського району)
- пам'ятник наймолодшому воїну Першої світової війни Мирославу Луцишину  (2015, м. Тернопіль)
- та інші.

## Нагороди та відзнаки
- Тернопільська обласна премія імені Михайла Бойчука (2010)[1]